# Señorío de Vizcaya
El señorío de Vizcaya fue un territorio con autonomía política en la actual provincia de Vizcaya desde el siglo XI hasta la abolición foral de 1876. En 1379 el rey Juan I de Castilla se convirtió en señor de Vizcaya, por herencia materna, quedando dicha titularidad integrada en la corona de Castilla y luego en el reino de España, titulación que estará unida bajo los mismos monarcas, pero Castilla y Vizcaya estarán separadas administrativamente, cada soberanía conservará su identidad y leyes, las cortes castellanas permanecerán separadas de las vizcaínas. Vizcaya tuvo bandera naval propia, casa de contratación y consulado en Brujas. También tuvo dos aduanas en la frontera con Castilla, en Valmaseda y Orduña.
En 1076, tras el asesinato del rey de Pamplona, Sancho IV el de Peñalén, y ser dividido el reino entre los principales monarcas de la dinastía Jimena, Sancho de Aragón y Alfonso de León, el segundo señor de Vizcaya tomó bando con su pariente más cercano y de poder real más distante en León con lo que Vizcaya, Álava, parte de Guipúzcoa y La Rioja empezarían a ser desde entonces territorios señoriales más o menos de behetría sobre las mismas bases del señorío de Vizcaya entre los monarcas de Castilla, Navarra o Aragón, todos con iguales derechos a reclamar vasallaje.
Se discute si antes de 1379 el señorío de Vizcaya era un dominio independiente o si era territorio del reino de Castilla. Se dice que los reyes de Castilla buscaron la amistad y colaboración de los señores de Vizcaya para sus empresas durante la Reconquista y que, en agradecimiento, estos reyes les otorgaban cargos, honores y estados en territorios castellanos de sus reinos (que no pasaban a formar parte de Vizcaya, ni gobernarse a la vizcaína, sino gobernados por un vizcaíno). Por esto los señores de Vizcaya les rendían homenaje como vasallos suyos y ricohombres de su reino por los territorios que recibían en él, pero conservando su condición de soberanos independientes de Vizcaya, pues desde 1110 les fue reconocido a los señores de Vizcaya mantener total jurisdicción sobre su tierra, incluidos los casos reservados a la justicia real, e iniciando en 1199 una serie de fundaciones de villas y dotación de fueros que finalizó en 1376, cuando el infante don Juan de Castilla, señor de Vizcaya y futuro Juan I, fundó las villas Munguía, Larrabezúa y Rigoitia.
En 1876, a consecuencia del final de la tercera guerra carlista, fueron abolidas las Juntas Generales de Vizcaya y el régimen foral vizcaíno. En la actualidad, los fueros, aunque integrados dentro de la constitución española, han sido recuperados parcialmente, teniendo el País Vasco un concierto económico con el Estado, sus propias fuerzas de seguridad y habiendo restaurado las juntas generales.

## Historia
La primera vez en la historia que aparece Vizcaya con tal nombre es en la crónica de Alfonso III de Asturias (866-910). En ella se mencionan los repoblamientos que tuvieron lugar en época de Alfonso I y explica que el territorio no fue afectado por estas. Literalmente dice que: "Álava, Vizcaya, Alaone y Orduña fueron siempre poseídas por los suyos del mismo modo que Hayo, Pamplona y La Berrueza". 
La siguiente ocasión en la que se menciona es en el Códice de Roda del año 990, donde se relata la boda entre doña Velazquita, hija del rey Sancho Garcés I de Pamplona (905-925), y un tal Munio Vélaz, emparentado con la familia real de León y de Pamplona, era conde de Álava hasta el mar, en Vizcaya. Vizcaya adquiriría así una personalidad política, apareciendo como condado navarro.
Desde 1051 en que Íñigo López Ezquerra aparece como conde de Vizcaya, el topónimo está registrado ininterrumpidamente en los documentos. En ese momento Vizcaya sería un condado del Reino de Navarra, pero su conde sería ad imperandum, no ad possidendum, lo que implica que el poder real habría sido delegado en la persona del conde, por lo que Íñigo López Ezquerra sería conde en Vizcaya, no conde de Vizcaya, aunque los condados podían convertirse en hereditarios, pero siempre por la voluntad del rey. En el año 1072 Íñigo López Ezquerra dejó de firmar como conde y empezó a llamarse señor de Vizcaya, título que él mismo convertiría en hereditario al igual que Ramiro Sánchez haría con el Condado de Aragón.
En 1076, tras la muerte de Sancho Garcés IV de Pamplona, al iniciarse la guerra entre Alfonso VI de León y Sancho I de Aragón y V de Navarra, López Ezquerra entregó al rey leonés la fortaleza de Bilibio, de la que era dueño y que era la llave de toda La Rioja, unió sus huestes a las del leonés y le ayudó a conquistar La Rioja. En agradecimiento el rey le permitió conservar sus posesiones de Bilibio y, a cambio de Nájera, de la que Íñigo también era señor, le prometió respaldar sus ambiciones sobre el Duranguesado, Álava y parte de Guipúzcoa.
Íñigo murió en 1077 y su hijo Lope Íñiguez heredó el señorío, al que a su vez sucedió su hijo Diego López I de Haro, el Blanco, quien fue señor hasta 1124, en que fue derrotado y posiblemente muerto por las tropas de Alfonso I el Batallador, rey de Navarra y Aragón en la invasión de Vizcaya, en los últimos años de reinado de Urraca en León y Castilla, exesposa de este último. Con ello Vizcaya se integró en su reino y puso al frente del señorío a Ladrón Íñiguez, uno de los más poderosos nobles de la corte navarra. A su muerte en 1155 le sustituyó su hijo Vela Ladrón, quien también fue señor de Álava y Guipúzcoa, que gobernó durante los reinados Alfonso I, García Ramírez y Sancho VI "el sabio", aunque en ese tiempo Lope Díaz I de Haro el de Nájera se intitulaba señor de Vizcaya y reclamaba su legitimidad aunque nunca llegó ni siquiera a pisar Vizcaya. En 1173 Alfonso VIII de Castilla atacó el reino de Navarra, y un año después falleció Vela Ladrón, momento de debilidad que el monarca castellano aprovechó para ocupar Vizcaya y restituir a los Haro al frente del Señorío, en la persona de Diego López II de Haro el Bueno.
En 1176 Navarra y Castilla firmaron la paz con un laudo arbitrado por Enrique II de Inglaterra que delimita las fronteras de los reinos, quedando Vizcaya dentro de Navarra. El laudo fue ratificado en 1179 cuando se hicieron unas divisiones más detalladas de las fronteras. La margen izquierda del río Nervión y la raya con el río Bayas quedaron en Castilla, mientras que Vizcaya, el Duranguesado y Álava casi entera en Navarra. Sin embargo, había cierta indefinición, porque Vizcaya, que pertenecía a Navarra, no obstante era gobernada por un vasallo del rey de Castilla. Pero por sorpresa Diego II se pasó al bando navarro, donde permaneció hasta 1183, cuando el rey castellano le ofreció el título de alférez de su corte, título que le fue retirado tras el desastre de Alarcos en 1195. Para tratar de congraciarse con el rey de Castilla le ayudó en 1200 en la conquista de Álava, de la que fue nombrado señor, pero este hecho no les acabó de reconciliar ya que al año siguiente pasó de nuevo al servicio de Navarra, a la que fue leal hasta 1206, año en que volvió ya definitivamente a la corte castellana como alférez real de Castilla. Vizcaya permanecería, con alguna excepción, (Diego López III de Haro) ya siempre en la órbita castellana, pero sin llegar a integrarse del todo en el reino, lo que alimenta la controversia arriba mencionada.
En 1334, el rey Alfonso XI de Castilla penetró en el territorio y obligó al Consejo de Guernica a que le aceptase como señor. El Señorío de Vizcaya fue heredado por los descendientes de Diego López III de Haro, hasta que en 1370 recayó por herencia materna en el infante Juan, que heredó de su padre el Reino de Castilla, como Juan I, permaneciendo el señorío desde entonces ligado a la Corona, primero a la de Castilla y luego, desde Carlos I, a la de España, siempre con la condición de que el señor de turno jurase defender y mantener los fueros del Señorío (los fueros de Vizcaya), que en su texto afirmaban que los vizcaínos podían desobedecer al señor que así no lo hiciera. En 1874 con la abolición de la I República, la monarquía de Amadeo I y la Restauración borbónica, Alfonso XII, tras la tercera guerra carlista, decidió derogar las leyes de Vizcaya, que no llegó nunca a jurar, ya que la autoridad las consideraba como privilegios atávicos.

### Leyenda
La primera referencia a la fundación mítica del Señorío de Vizcaya está en el Livro de Linhagens escrito entre 1323 y 1344 por Pedro Alfonso de Portugal, conde de Barcelos. En él relata la llegada a Vizcaya de un hombre llamado From, hermano del rey de Inglaterra, quien le expulsó de su reino. From, que traía consigo a su hijo Fortun Froes, derrotó a los asturleoneses cuando, al mando del conde don Moñino, fueron a Vizcaya a reclamar los impuestos no pagados (un buey, una vaca y un caballo blanco) en Busturia. Muerto From en combate, su hijo Fortun fue nombrado primer señor de Vizcaya.
Sin embargo, en 1454, en Bienandanzas e fortunas de Lope García de Salazar aparece la versión más conocida de la batalla de Padura y la fundación del señorío por parte de Jaun Zuria. Según el autor, una hija del rey de Escocia llegó en una nave a Mundaca y allí tuvo un hijo. Madre e hijo vivieron luego en Altamira de Busturia. Cuando el hijo cumplió 22 años de edad los vizcaínos lo eligieron capitán de sus tropas para detener el avance del ejército de un hijo del rey de León que había invadido Vizcaya. La elección del hijo de la princesa como capitán se debió a su sangre real, condición que había impuesto el hijo del rey leonés para luchar en batalla formal. El ejército leonés fue derrotado en Arrigorriaga, perseguido hasta el Árbol Malato y los vizcaínos eligieron como señor de Vizcaya al hijo de la princesa, a quien le dieron el nombre de Jaun Zuria.

## Territorio

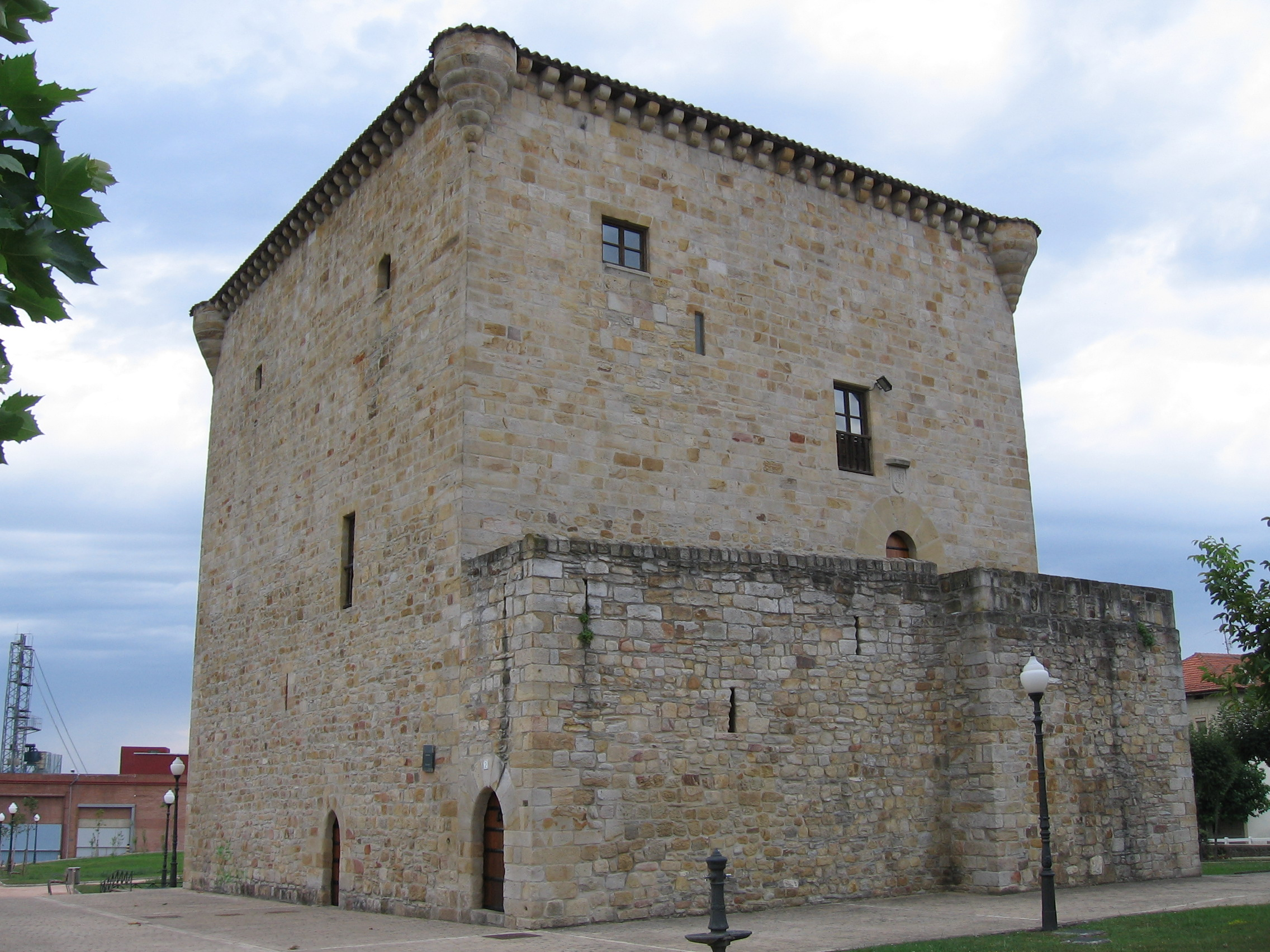
Torre en la anteiglesia de Zamudio.

### La Tierra Llana
Se entiende por tierra llana la que no tiene murallas; esto es, los campos y caseríos. Estaba organizada en 72 anteiglesias agrupadas en seis merindades:
- Merindad de Busturia (26 anteiglesias): Mundaca (1.º), Pedernales (2.º), Axpe de Busturia (3.º), Murueta (4.º), Fórua (5.º), Luno (6.º), Ugarte de Múgica (7.º), Líbano de Arrieta (8.º), Mendata (9.º), Arrazua (10.º), Ajánguiz (11.º), Ereño (12.º), Ibarranguelua (13.º), Gautéguiz de Arteaga (14.º), Cortézubi (15.º), Nachitua (16.º), Ispáster (17.º), Bedarona (18.º), Murélaga (19.º), Navárniz (20.º), Guizaburuaga (21.º), Amoroto (22.º), Mendeja (23.º), Berriatúa (24.º), Cenarruza (25.º), Arbácegui (26.º)

Elanchove se separó de Ibarranguelua en 1858.
- Merindad de Marquina (2 anteiglesias): Jeméin (27.º) y Echevarría (28.º)
- Merindad de Zornotza (3 anteiglesias): Amorebieta (29.º), Echano (30.º), Ibárruri (31.º).
- Merindad de Uribe (32 anteiglesias): Gorocica (32.º), Baracaldo (33.º), Abando (34.º), Deusto (35.º), Begoña (36.º), Echévarri (37.º), Galdácano (38.º), Arrigorriaga (39.º), Arrancudiaga (40.º), Lezama (41.º), Zamudio (42.º), Lujua (43.º), Sondica (44.º), Erandio (45.º), Lejona (46.º), Guecho (47.º),  Berango (48.º), Sopelana (49.º), Urdúliz (50.º), Barrica (51.º), Górliz (52.º), Lauquíniz (53.º), Gatica (54.º), Lemóniz (55.º), Maruri (56.º), Basigo de Baquio (57.º),  Morga (58.º), Munguía (anteiglesia) (59.º), Gámiz (60.º), Fica (61.º), Frúniz (62.º), Meñaca (63.º), Derio (72.º)
- Merindad de Bedia (1 anteiglesia): Lemona (64.º)
- Merindad de Arratia (7 anteiglesias): Yurre (65.º), Aránzazu (66.º), Castillo y Elejabeitia (67.º), Ceánuri[3] (68.º), Dima (69.º), Santo Tomás de Olavarrieta (70.º), Ubidea (71.º).

Varias anteiglesias independientes de facto no tenían, sin embargo, reconocimiento de las Juntas Generales y carecían de representación en las mismas: Alonsótegui, Aracaldo, Basauri, Zarátamo y Zollo
La Tierra llana estaba regida por el uso y la costumbre con el fuero vizcaíno e infanzón.

### Las Villas y la Ciudad

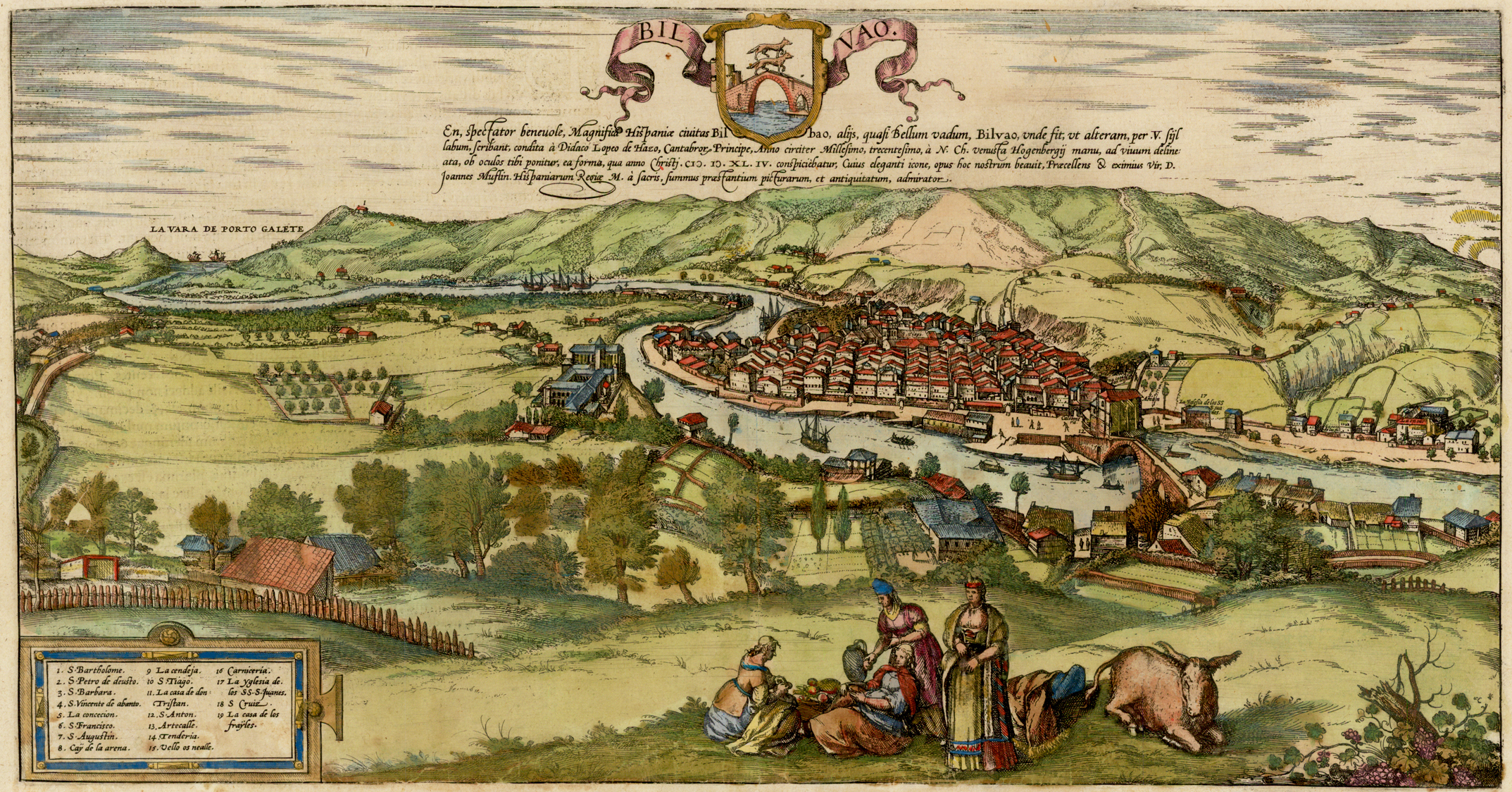
La villa de Bilbao, por el flamenco Franz Hohemberg en 1554.

Eran 21 núcleos urbanos amurallados fundados durante la Edad Media. Eran las villas de Valmaseda, Bermeo, Bilbao, Durango, Ermua, Guernica, Lanestosa, Lequeitio, Marquina, Ondárroa, Ochandiano, Portugalete, Plencia, Munguía, Villaro, Rigoitia, Larrabezúa, Guerricaiz, Miravalles, Elorrio y la ciudad de Orduña. Diferenciadas del fuero vizcaíno por los fueros particulares de sus respectivas cartas pueblas, durante algún tiempo llegaron a celebrar sus juntas separadamente de las que celebraba el señorío. 

### Las Encartaciones

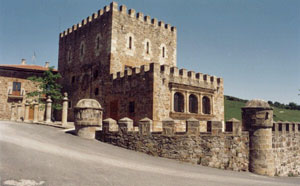
Casa de Juntas de Avellaneda, en Las Encartaciones.

Las Encartaciones se incorporaron al señorío en el siglo XIII bajo la casa de Haro. Formadas por 10 repúblicas, estaban reunidas en concejos o valles mayores con su propia jurisdicción y gobierno. Formaron junta y adoptaron fuero propio, reducido a escritura en 1394, cincuenta y ocho años antes de que se escribiera el fuero de Vizcaya, que asumirían con posterioridad. Enviaban sus procuradores a las Juntas en Avellaneda. Un representante común a todas ellas acudía a las Juntas Generales cuando se trataban asuntos de interés común o que les afectasen directamente. En el siglo XVII cinco concejos encartados consiguieron representante independiente en las Juntas Generales. En 1804 la Junta de Avellaneda fue disuelta y los concejos encartados incorporados a la Tierra llana. Componían Las Encartaciones los concejos o valles de: Carranza, Trucíos, Arcentales, Sopuerta, Galdames, Zalla, Güeñes, Gordejuela, Los Tres Concejos del Valle de Somorrostro (Santurce, Sestao y San Salvador del Valle) y Los Cuatro Concejos del Valle de Somorrostro (Musques, Ciérvana, Abanto de Suso y Abanto de Yuso).

### El Duranguesado

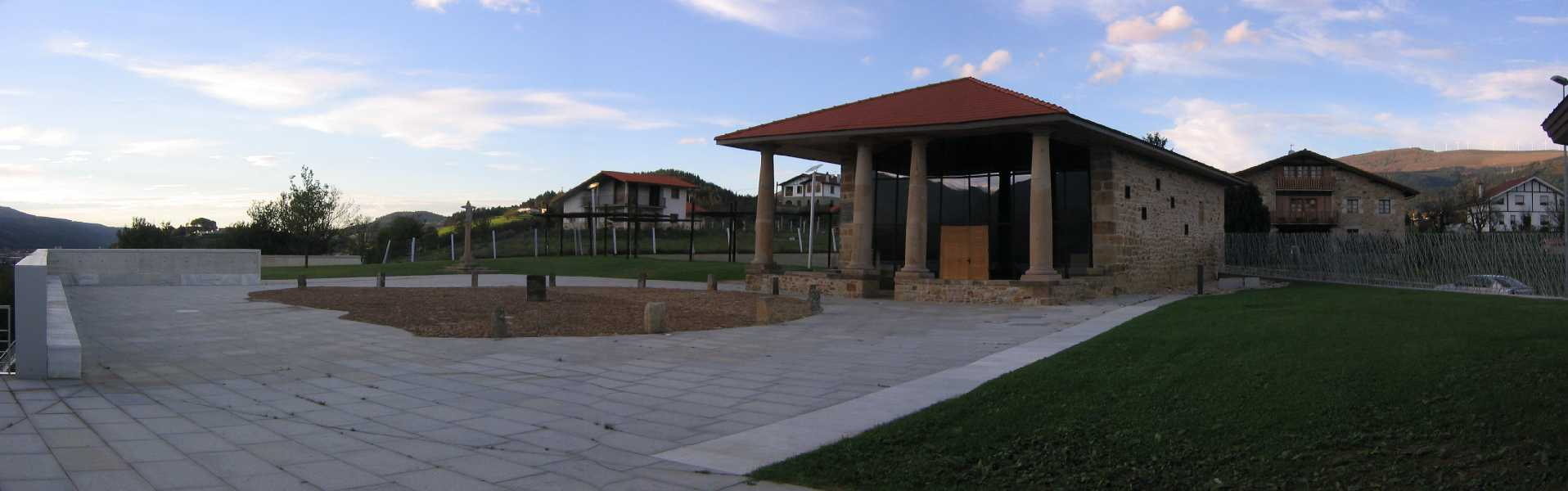
Campa Foral de Guerediaga (Duranguesado).

La Merindad de Durango se incorporó al señorío de Vizcaya por cesión de Alfonso VIII de Castilla. Con fuero propio, celebraba juntas en la Campa Foral de Guerediaga, frente a la ermita de San Salvador y San Clemente de Abadiano. Componían la Merindad de Durango las anteiglesias de Abadiano, Bérriz, Mallavia, Mañaria, Yurreta, Garay, Zaldívar, Arrazola, Axpe, Apatamonasterio, Izurza y San Agustín de Echevarría.

## Instituciones

### Juntas Generales

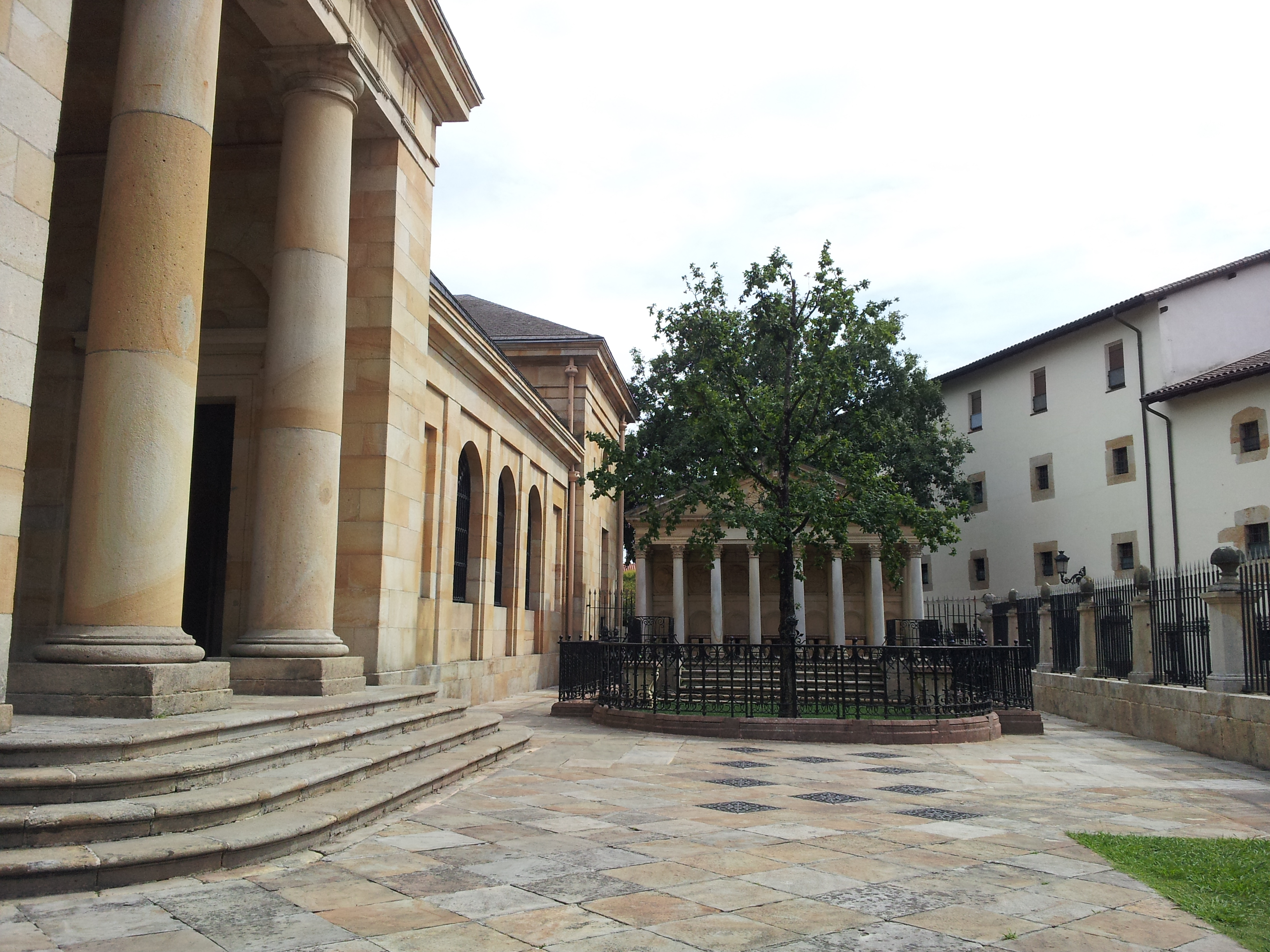
Casa de Juntas de Guernica, sede de las Juntas Generales de Vizcaya, y el Árbol de Guernica.

Las Juntas Generales de Vizcaya eran el máximo órgano de gobierno del señorío. En ella estaban representados los territorios vizcaínos de la siguiente manera: la Tierra Llana tenía 72 representantes, uno por anteiglesia; las Villas y Ciudades tenían un representante cada una, 21 votos; Las Encartaciones tenían en origen un solo voto, aunque cinco anteiglesias encartadas consiguieron después voto individual, con lo que tenían 6 votos en total); la Merindad de Durango, que en origen sólo tenía dos votos, logró llegar a ocho en 1800. Las Juntas podían reunir a un total de 101 apoderados.

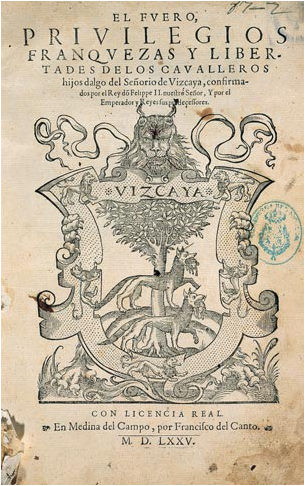
Portada de una edición del Fuero de Vizcaya de 1575.

### Regimiento
El Regimiento General nació en el año de 1500 y su función consistía en gobernar el señorío cuando las Juntas no estaban reunidas. Estaba formado por 12 regidores nombrados por las Juntas y presididos por el corregidor, acompañados por dos letrados, dos escribanos y dos síndicos. En total el Regimiento lo formaban 19 personas que se reunían tres veces al año. Con el tiempo pasó a denominarse Gobierno universal del Señorío.
El Regimiento Particular nació en 1570 y tenía como fin encargarse del gobierno cuando el Regimiento General no estaba reunido. Estaba formado por los regidores que residieran en Bilbao.

### Diputación General
Fue la institución fundamental del señorío durante el siglo XVIII. En 1645 el Regimiento Particular cambió su nombre por el de Diputación General y dejó de depender del Regimiento General. Estaba formado por siete miembros: seis diputados generales y el presidente, que era el Corregidor. Sus funciones eran las de presidir el Regimiento y las Juntas Generales, en las que tenía voz pero no voto. Además tenía potestad en cuestiones militares, fiscales, así como la gestión del tesoro del señorío, las vías de comunicación y la beneficencia. Los diputados generales eran nombrados por las Juntas Generales y su mandato duraba dos años (como todos los cargos públicos), al final del cual se les sometía a un juicio de residencia.

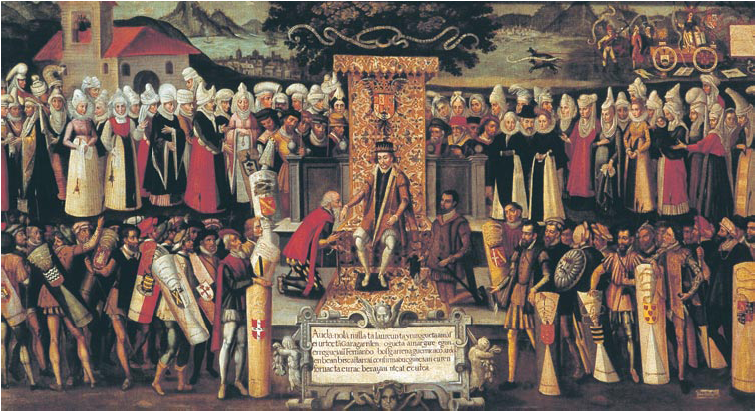
Tras jurar los Fueros del Señorío de Vizcaya, el rey Fernando el Católico recibe la pleitesía de las Juntas Generales de Vizcaya, reunidas en Guernica, el 30 de julio de 1476, Lope García de Salazar está arrodillado ante el rey

### Corregidor
Fue una institución instaurada por los Reyes de Castilla en el siglo XIV para ejercer su representación a nivel local, por lo que le correspondía fundamentalmente el ejercicio del poder judicial (salvo jurisdicciones particulares). Era nombrado por el rey y, según el fuero, debía ser letrado, doctor o licenciado y no ser natural del país (para que no tuviera intereses particulares y fuera imparcial). Presidía las Juntas, el Regimiento y la Diputación y controlaba la vida económica de las villas y anteiglesias, que debían rendirle cuentas. Además podía nombrar un delegado en las merindades con el título de Teniente de Corregidor.

### Síndico
Su función consistía en vigilar el cumplimiento y defensa del fuero. Era nombrado por las Juntas Generales y era quien otorgaba el pase foral, pudiendo vetar las decisiones de la Diputación que considerase contrafuero. Si creía que corría peligro el fuero podía convocar las Juntas y el Regimiento, además de ejercer la representación del Señorío en los pleitos judiciales.

## Señores
En lo relativo a los señores de Bizcaya, pueden establecerse tres épocas:

Armas primitivas de la casa de Haro, titulares del señorío de Vizcaya entre el siglo XI y siglo XIV. Su composición se ha transmitido a la heráldica de numerosos municipios de la provincia de Vizcaya.

La primera, la apócrifa, que arranca de Andeca y termina en don Zenón; Segunda, la Zuriana, desde Zuría y sus sucesores envueltos en leyendas, pero entre los que quizás exista algo auténtico, y tercera, los notoriamente verdaderos.

Algunos suponen que, como los condes de Castilla brillaban por sus hazañas y virtudes cívicas y militares, y su jefatura llegaba hasta Mena y Ayala, y a alguna parte de lo que después fue tierra encartada de Bizcaya, y los Bizcaínos se fijarían en algún caudillo del linaje de los condes castellanos, a quien dieron el señorío, así como otros bizcaínos, los de Durango, se lo entregaron a los reyes de Nabarra.
Estanislao J. De Labayru. Historia de Vizcaya.  Tomo II, Libro Primero, Capítulo IV

### Legendarios
Según Lope García de Salazar, hubo cinco señores de Vizcaya antes de los primeros señores que se pueden considerar históricos, que fueron:
- Lope Fortún (Jaun Zuria);
- Munio López (909-920), también llamado Momo, Munso o Nunso López, hijo del anterior,  se casó con Belasquita Sánchez, hija de Sancho I Garcés, rey de Pamplona;[9]
- Ínigo López Esquira (920-965), apodado "el Zurdo", o lo que es lo mismo Ezquerra, hermanastro del anterior;
- Lope II Íñiguez (965-1011), apodado "el Lindo", hijo del anterior, casó con una señora castellana, Elvira Bermúdez. También llamado Lope Díaz o Lope Núñez, por lo que para algunos sería hijo de Munio;
- Sancho López (1011-1016), hijo del anterior.

Y a partir de aquí, la relación de señores coincide con la histórica, que empieza con Íñigo Esquirra, al que considera el sexto señor de Vizcaya y que era hermanastro de don Sancho.
Algunos historiadores opinan que fueron 6 y no 5, los señores anteriores a los históricos. Según esta hipótesis, a Sancho López le sucedió su hermano, que también se llamaba Íñigo López (1016-1040), y de ahí la confusión. Este Íñigo López sería a su vez abuelo materno de Íñigo Esquirra, siendo su padre Lope Velásquez, señor de Colindres.

### Históricos
Casa de Vela-Ladrón
| Señor de Vizcaya                          | Inicio del mandato | Fin del mandato |
| Ladrón Íñiguez "Príncipe de los navarros" | 1124               | 1136            |
| Vela Ladrón "Vela de Navarra"             | 1136               | 1143            |
| Ladrón Íñiguez                            | 1143               | 1155            |
| Vela Ladrón                               | 1155               | 1174            |

Casa de Haro
| Señor de Vizcaya                                                           | Inicio del mandato | Fin del mandato |
| Íñigo López Ezquerra                                                       | 1040               | 1077            |
| Lope Íñiguez                                                               | 1077               | 1093            |
| Diego López I de Haro "el blanco"                                          | 1093               | 1124            |
| Lope Díaz I de Haro                                                        | 1124               | 1170            |
| Diego López II de Haro "el bueno"                                          | 1170               | 1214            |
| Lope Díaz II de Haro "Cabeza brava"                                        | 1214               | 1236            |
| Diego López III de Haro                                                    | 1236               | 1254            |
| Lope Díaz III de Haro                                                      | 1254               | 1288            |
| Diego López IV de Haro "el joven"                                          | 1288               | 1289            |
| María Díaz de Haro "la buena"                                              | 1289               | 1295            |
| Enrique de Castilla "el Senador"                                           | 1294               | 1295            |
| Diego López V de Haro "el Intruso"                                         | 1295               | 1310            |
| María Díaz de Haro "la buena" (recupera el señorío)                        | 1310               | 1322            |
| Juan el Tuerto                                                             | 1322               | 1326            |
| María Díaz de Haro "la buena" (vuelve tras la prematura muerte de su hijo) | 1326               | 1334            |

Casa de Haro
| Señor de Vizcaya                        | Inicio del mandato | Fin del mandato |
| María Díaz de Haro y Juan Núñez de Lara | 1334               | 1349            |

Casa de Lara
| Señor de Vizcaya         | Inicio del mandato | Fin del mandato |
| Juan Núñez de Lara       | 1334               | 1350            |
| Nuño de Lara             | 1351               | 1355            |
| Juana de Lara            | 1355               | 1359            |
| Isabel de Lara (nominal) | 1359               | 1361            |

Casa de Trastámara
| Señor de Vizcaya  | Inicio del mandato | Fin del mandato |
| Tello de Castilla | 1366               | 1370            |
| Juan de Castilla  | 1370               | 1379            |

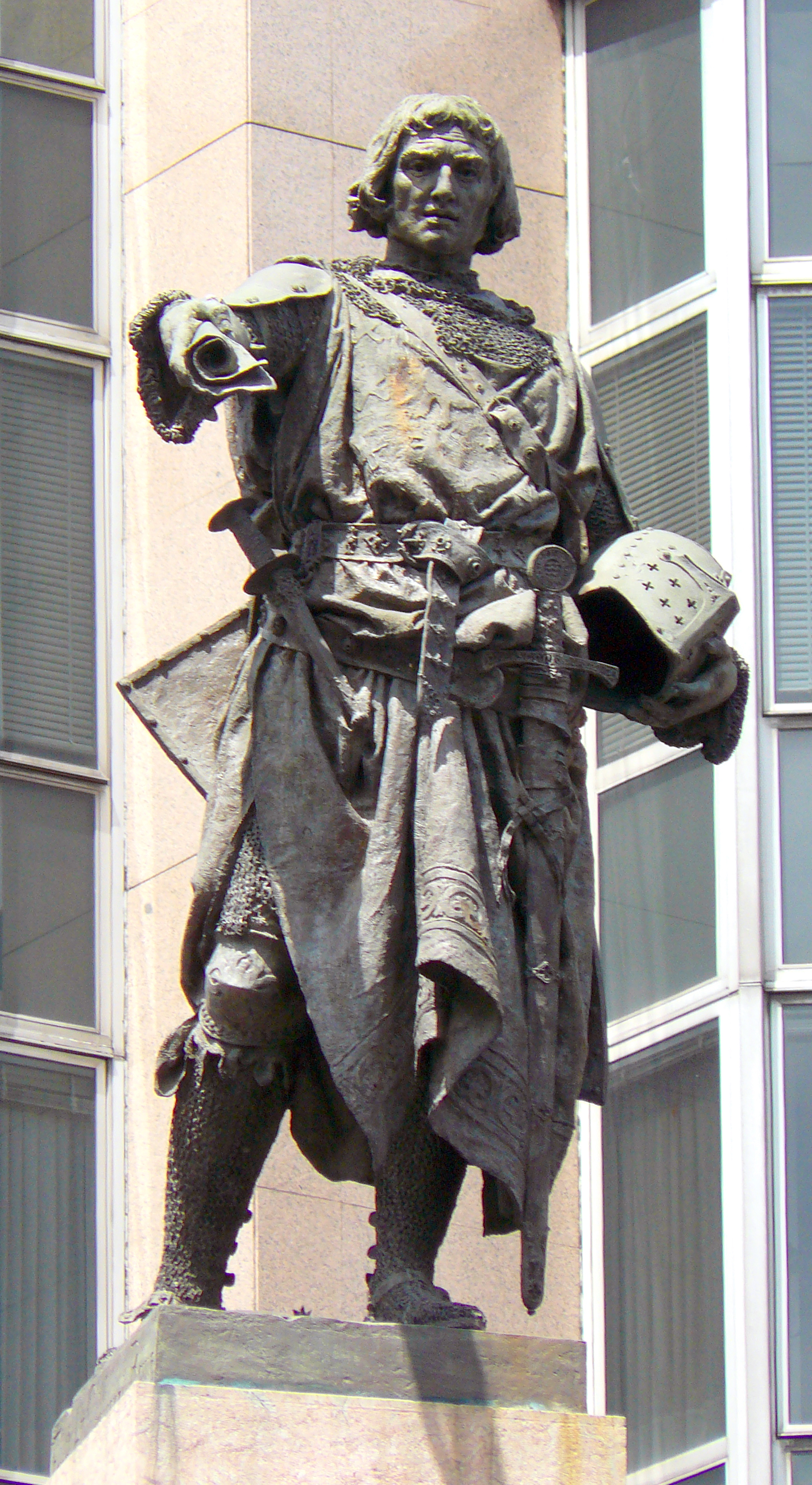
Estatua de Diego López V de Haro, señor de Vizcaya y fundador de la villa de Bilbao.

A partir de entonces, cuando el infante Juan asumió el trono como Juan I en 1379, el título de señor de Vizcaya quedó ligado a la Corona de Castilla, y luego a la de España.